# Giacomo II di Maiorca
Giacomo d'Aragona (in catalano Jaume II) (Montpellier, 31 maggio 1243 – Palma di Maiorca, 29 maggio 1311) fu re di Maiorca, conte di Rossiglione e di Cerdagna e signore di Montpellier dal 1276 al 1311.

## Origine
Figlio del re d'Aragona, di Valencia e Maiorca e conte di Barcellona, Gerona, Osona, Besalú, Cerdanya e di Rossiglione, signore di Montpellier e Carladès Giacomo I il Conquistatore e di Violante, figlia del re di Ungheria Andrea II e della principessa di Costantinopoli Iolanda di Courtenay.

## Biografia
Secondo la Cronaca piniatense, Giacomo era il figlio secondogenito dei tre figli maschi ancora in vita (gli altri due erano Pietro, primogenito e Sancho; mentre altri due Ferdinando e Sancho erano morti bambini) di Giacomo I il Conquistatore e della sua seconda moglie, Violante.
Nel progetto di spartizione del regno (Corona d'Aragona), del 1244, era previsto che Giacomo, alla morte del padre, ottenesse i regni di Valencia e Maiorca e la signoria di Montpellier. Infine, nel 1262, dopo la morte del fratellastro Alfonso, a Giacomo furono destinati il regno di Maiorca, le contee di Rossiglione e di Cerdagna e la signoria di Montpellier, confermati nel testamento di Giacomo I (Jacobus…Rex Aragoniæ, Majoricarum et Valenciæ, Comes Barchinonæ et Urgelli, et Dominus Montispessulani), del 26 agosto 1272.
Giacomo fu fidanzato a Beatrice di Savoia (1245-1292), figlia del conte di Savoia Amedeo IV e di Cecilia del Balzo (o di Baux) († 1275), (figlia di Barral di Baux), come si può intuire da una lettera scritta da papa Clemente IV, l'11 agosto 1266, dove esorta Giacomo (Jacobo…filii…Regis Aragonum) a mantenere l'impegno con Beatrice, figlia di Amedeo IV (filiam B. natam bonæ memoriæ Comitis Sabaudiæ). In quella data, molto probabilmente il contratto di matrimonio era già stato rigettato.
Il 12 ottobre 1275 Giacomo sposò Esclarmonde di Foix, figlia del conte di Foix, Ruggero IV e di Brunisenda di Cardona. Il contratto di matrimonio era stato firmato il 1º settembre 1275.
Nel 1276, alla morte del padre, mentre il fratello Pietro il Grande ereditò i Regni di Aragona (con il nome di Pietro III) e di Valencia (con il nome di Pietro I), la contea di Barcellona (con il nome di Pietro II) e le altre contee catalane, Giacomo ereditò il Regno di Maiorca (assumendo il nome di Giacomo II), che comprendeva anche le isole Pitiuse, Ibiza e Formentera e i territori occitani rimasti a Giacomo I, tra cui la signoria di Montpellier (Giacomo II), mentre l'altra isola delle Baleari, Minorca, ancora occupata dai musulmani, era sua vassalla.
 Giacomo, volendo rendersi indipendente dal regno d'Aragona, rifiutò di rendere omaggio al fratello Pietro. Egli riuscì a mantenere la sua indipendenza sino al 20 gennaio 1279 quando, con il trattato di Perpignano, si dovette riconoscere vassallo del fratello e si impegnò a partecipare ogni anno alle cortes (assemblea) catalane, ricostituendo l'unità politico-economica della Corona d'Aragona.
Dopo i Vespri siciliani, nella contesa che oppose il fratello Pietro al papa Martino IV, Giacomo si schierò dalla parte del Papa e, quando quest'ultimo esautorò Pietro e indisse la crociata contro l'Aragona, Giacomo appoggiò il re di Francia, Filippo III l'Ardito, nell'invasione della Catalogna.
Ma dopo la vittoria della flotta siciliana-aragonese, comandata dall'ammiraglio Ruggero di Lauria, gli invasori, in preda alle malattie dovute al gran caldo, privi degli approvvigionamenti e non più garantiti dalla flotta francese, si dovettero ritirare. Pietro allora ordinò al figlio Alfonso di conquistare il regno di Maiorca. Prima di iniziare l'impresa, nel novembre del 1285, Alfonso successe al padre Pietro sul trono d'Aragona (con il nome di Alfonso III). Nel corso del 1286 Alfonso portò a termine l'incarico ricevuto dal padre, depose lo zio Giacomo II, e, oltre a Maiorca, conquistò anche l'isola delle Pitiuse, Ibiza. Poi passò all'isola di Minorca e, nel 1287, ne portò a compimento la conquista, togliendola all'emiro Abû'Umar, vassallo dal 1231 prima di Giacomo I e poi di Giacomo II. Quest'ultimo fu accusato di essersi alleato con gli Angioini e poi con i crociati francesi. Minorca fu ripopolata con popolazioni catalane.
Giacomo II detronizzato dal nipote Alfonso dal regno di Maiorca, mantenne gli altri feudi continentali, mentre, per la signoria di Montpellier, dovette riconoscere l'autorità del re di Francia, Filippo IV il Bello.
Nel 1295 ad Alfonso III successe sul trono di Aragona Giacomo II il Giusto, che accettò il suggerimento del papa Bonifacio VIII, che in calce al Trattato di Anagni, del 1295, che siglava la pace tra Giacomo II d'Aragona e Carlo II d'Angiò, suggeriva a Giacomo II d'Aragona il Giusto di rispettare il volere del nonno Giacomo I di restituire il regno di Maiorca allo zio Giacomo II di Maiorca. Finalmente, nel 1298, con il trattato di Argilers, Giacomo II di Maiorca, richiamandosi al trattato di Perpignano del 1279, si riconosceva vassallo del re d'Aragona, Giacomo II e rientrava in possesso del regno.
Giacomo II regnò ancora per circa tredici anni, dando impulso ad una politica agraria, che prevedeva la colonizzazione delle aree rurali, incrementò le rendite della casa reale, favorì la creazione di consolati in Nordafrica e nel regno di Granada, creò un nuovo sistema monetario, diede impulso alla creazione dell'industria tessile, rafforzò il potere reale nei confronti della nobiltà e del clero, diede impulso alla costruzione di palazzi e castelli, come il palazzo castello di Perpignano e Palazzo reale La Almudaina, la cattedrale ed il castello di Bellver a Palma di Maiorca.
Giacomo II approfittò della soppressione dell'ordine dei templari, per impossessarsi di tutti i loro beni nelle isole Baleari e Pitiuse.
Fu protettore di artisti ed uomini di cultura, tra cui il filosofo, Raimondo Lullo.
Giacomo II morì a Palma di Maiorca, il 29 maggio 1311 e gli successe il figlio secondogenito, Sancho.
Giacomo II fu tumulato a Maiorca e, dal 1947 circa, si trova nella Cappella della Trinità nella Cattedrale di Santa Maria di Palma di Maiorca, a lato della tomba del nipote, Giacomo III.

## Discendenza
Giacomo ed Esclarmonda ebbero sei figli:
- Giacomo (1274 – 1330), che rinunciò alla corona.
- Sancho (1276 – 1324), re di Maiorca.
- Ferdinando (1278 – 1316), il cui figlio Giacomo III succedette a suo zio Sancho.
- Isabella (1280 – 1301), che sposò il politico e scrittore Giovanni Emanuele di Castiglia, nipote dei re di Castiglia e León Ferdinando III (era il nonno) e Alfonso X (era lo zio).
- Sancha (1282 – 1345), che sposò nel 1304 Roberto d'Angiò
- Filippo (1288 – circa 1342), canonico a Elna, arcidiacono a Conflent, abate a Narbona e tra il 1324 e il 1329 fu reggente del regno di Maiorca.

Da un'amante, che lo storico Hasso Rüdt von Collenberg suggerisce essere Saura de Monreal, Giacomo II ebbe una figlia:
- Saura (?-1333), che sposò, nel 1299, Pietro de Pinos (?-1312), e, dopo avere ottenuto la dispensa papale, nel 1319, Berengario di Villaragut.

## Ascendenza
|                       |                     |                               | Genitori                     |  |  | Nonni |  |  | Bisnonni             |  |  | Trisnonni                            |  |
|                       |                     |                               |                              |  |  |       |  |  | Alfonso II d'Aragona |  |  | Raimondo Berengario IV di Barcellona |  |
|                       |                     |                               |                              |  |  |       |  |  | Alfonso II d'Aragona |  |  | Raimondo Berengario IV di Barcellona |  |
|                       |                     | Petronilla di Aragona         |                              |  |  |       |  |  | Alfonso II d'Aragona |  |  |                                      |  |
| Pietro II di Aragona  |                     |                               |                              |  |  |       |  |  | Alfonso II d'Aragona |  |  |                                      |  |
|                       |                     | Sancha di Castiglia           | Alfonso VII di León          |  |  |       |  |  |                      |  |  |                                      |  |
|                       |                     | Sancha di Castiglia           | Alfonso VII di León          |  |  |       |  |  |                      |  |  |                                      |  |
|                       |                     | Sancha di Castiglia           | Richenza di Polonia          |  |  |       |  |  |                      |  |  |                                      |  |
| Giacomo I d'Aragona   |                     | Sancha di Castiglia           |                              |  |  |       |  |  |                      |  |  |                                      |  |
|                       |                     | Guglielmo VIII di Montpellier | Guglielmo VII di Montpellier |  |  |       |  |  |                      |  |  |                                      |  |
|                       |                     | Guglielmo VIII di Montpellier | Guglielmo VII di Montpellier |  |  |       |  |  |                      |  |  |                                      |  |
|                       |                     | Guglielmo VIII di Montpellier | Matilda di Borgogna          |  |  |       |  |  |                      |  |  |                                      |  |
| Maria di Montpellier  |                     | Guglielmo VIII di Montpellier |                              |  |  |       |  |  |                      |  |  |                                      |  |
|                       |                     | Eudocia Comnena               | Alexios Komnenos             |  |  |       |  |  |                      |  |  |                                      |  |
|                       |                     | Eudocia Comnena               | Alexios Komnenos             |  |  |       |  |  |                      |  |  |                                      |  |
|                       |                     | Eudocia Comnena               | Maria Dukaina                |  |  |       |  |  |                      |  |  |                                      |  |
| Giacomo II di Maiorca |                     | Eudocia Comnena               |                              |  |  |       |  |  |                      |  |  |                                      |  |
|                       | Béla III d'Ungheria | Géza II d'Ungheria            |                              |  |  |       |  |  |                      |  |  |                                      |  |
|                       | Béla III d'Ungheria | Géza II d'Ungheria            |                              |  |  |       |  |  |                      |  |  |                                      |  |
|                       | Béla III d'Ungheria | Efrosin'ja Mstislavna         |                              |  |  |       |  |  |                      |  |  |                                      |  |
| Andrea II d'Ungheria  | Béla III d'Ungheria |                               |                              |  |  |       |  |  |                      |  |  |                                      |  |
|                       |                     | Agnese d'Antiochia            | Rinaldo di Châtillon         |  |  |       |  |  |                      |  |  |                                      |  |
|                       |                     | Agnese d'Antiochia            | Rinaldo di Châtillon         |  |  |       |  |  |                      |  |  |                                      |  |
|                       |                     | Agnese d'Antiochia            | Costanza d'Antiochia         |  |  |       |  |  |                      |  |  |                                      |  |
| Iolanda d'Ungheria    |                     | Agnese d'Antiochia            |                              |  |  |       |  |  |                      |  |  |                                      |  |
|                       |                     | Pietro II di Courtenay        | Pietro I di Courtenay        |  |  |       |  |  |                      |  |  |                                      |  |
|                       |                     | Pietro II di Courtenay        | Pietro I di Courtenay        |  |  |       |  |  |                      |  |  |                                      |  |
|                       |                     | Pietro II di Courtenay        | Elisabetta di Courtenay      |  |  |       |  |  |                      |  |  |                                      |  |
| Iolanda di Courtenay  |                     | Pietro II di Courtenay        |                              |  |  |       |  |  |                      |  |  |                                      |  |
|                       |                     | Iolanda di Fiandra            | Baldovino V di Hainaut       |  |  |       |  |  |                      |  |  |                                      |  |
|                       |                     | Iolanda di Fiandra            | Baldovino V di Hainaut       |  |  |       |  |  |                      |  |  |                                      |  |
|                       |                     | Iolanda di Fiandra            | Margherita I di Fiandra      |  |  |       |  |  |                      |  |  |                                      |  |
|                       |                     | Iolanda di Fiandra            |                              |  |  |       |  |  |                      |  |  |                                      |  |